# Projekt RSD12
Das Projekt RSD19 beschreibt einen Küstenmotorschiffstyp.

## Geschichte
Von dem Schiffstyp wurden vier Einheiten auf der türkischen Werft Gelibolu gebaut. Betrieben werden die Schiffe von der in Istanbul ansässigen Reederei Albros Shipping & Trading.
Die Schiffe sind für den Einsatz im Schwarzen Meer einschließlich des relativ flachen Asowschen Meeres konzipiert, können aber auch in anderen Seegebieten eingesetzt werden. 
Der Schiffstyp wurde vom Marine Engineering Bureau entworfen und auch als „Azov Max“ bezeichnet.

## Beschreibung
Die Schiffe werden von zwei Viertakt-Achtzylinder-Dieselmotoren des Motorenherstellers Caterpillar (Typ: MaK 8M20) mit jeweils 1520 kW Leistung angetrieben. Die Motoren wirken auf zwei Propellergondeln mit Verstellpropellern. Die Schiffe erreichen eine Geschwindigkeit von rund 10 kn. Sie sind mit einem mit 350 kW Leistung angetriebenen Bugstrahlruder ausgestattet. Für die Stromerzeugung stehen zwei mit jeweils 400 kW Leistung angetriebene Wellengeneratoren sowie zwei von Cummins-Dieselmotoren mit jeweils 146 kW Leistung angetriebene Generatoren zur Verfügung. Weiterhin wurde ein von einem Dieselmotor mit 81 kW Leistung angetriebener Notgenerator verbaut.
Die Schiffe verfügen über vier Laderäume, die mit Faltlukendeckeln verschlossen sind. Die Laderäume sind 24,7 m lang, 13,2 m breit und 8,3 m hoch. Die Gesamtkapazität der Laderäume beträgt 10.929 m³. Die Tankdecke kann mit 10 t/m² belastet werden. Die Lukendeckel von Laderaum 1 kann mit 1,75 t/m², die Lukendeckel der Laderäume 2 bis 4 können mit 1,36 t/m² belastet werden.
Die Schiffe sind für den Transport von Containern vorbereitet. Die Containerkapazität beträgt 312 TEU. 232 TEU können in den Laderäumen, 80 TEU an Deck verladen werden. In den Laderäumen können vier 20-Fuß-Container hintereinander und fünf Container nebeneinander geladen werden.
Der Rumpf der Schiffe ist eisverstärkt.
Die Decksaufbauten befinden sich im hinteren Bereich der Schiffe. Die Schiffe sind für den Betrieb mit 12 Besatzungsmitgliedern eingerichtet. Insgesamt können 14 Personen untergebracht werden. Hinter den Decksaufbauten befindet sich ein Freifallrettungsboot.
Die Schiffe können bis zu 20 Tage auf See bleiben.

## Schiffe
| Projekt RSD12   | Projekt RSD12 | Projekt RSD12 | Projekt RSD12                                    |
| Bauname         | Baunummer     | IMO-Nummer    | Kiellegung Stapellauf Ablieferung                |
| --------------- | ------------- | ------------- | ------------------------------------------------ |
| Azov Concept    | H-27          | 9345726       | 20. Dezember 2004 18. Februar 2006 12. Juli 2006 |
| Azov Confidence | H-29          | 9372602       | 24. Dezember 2004 28. Oktober 2006 5. April 2007 |
| Azov Coast      | H-32          | 9387736       | 17. November 2006 12. Mai 2007 5. August 2007    |
| Azov Concord    | H-33          | 9387748       | 30. Dezember 2006 1. März 2008 25. Juni 2008     |

Die Schiffe wurden unter der Flagge Maltas mit Heimathafen Valletta in Fahrt gesetzt. 2021/2022 wurden die Schiffe umgeflaggt und fahren nun unter der Flagge der Marshallinseln mit Heimathafen Majuro.